# Станић (Црес)
Станић (хрв. Stanić) је насељено место у саставу града Црес, на острву Црес, Приморско-горанска жупанија, Хрватска.

## Историја
До територијалне реорганизације у Хрватској био је у саставу старе општинеЦрес-Лошињ.

## Становништво
У попису становништва из 2011. године, Станић није имао становника.
| Број становника према пописима | Број становника према пописима | Број становника према пописима | Број становника према пописима | Број становника према пописима | Број становника према пописима | Број становника према пописима | Број становника према пописима | Број становника према пописима | Број становника према пописима | Број становника према пописима | Број становника према пописима | Број становника према пописима | Број становника према пописима | Број становника према пописима | Број становника према пописима |
| ------------------------------ | ------------------------------ | ------------------------------ | ------------------------------ | ------------------------------ | ------------------------------ | ------------------------------ | ------------------------------ | ------------------------------ | ------------------------------ | ------------------------------ | ------------------------------ | ------------------------------ | ------------------------------ | ------------------------------ | ------------------------------ |
| 1857                           | 1869                           | 1880                           | 1890                           | 1900                           | 1910                           | 1921                           | 1931                           | 1948                           | 1953                           | 1961                           | 1971                           | 1981                           | 1991                           | 2001                           | 2011                           |
| 0                              | 0                              | 55                             | 58                             | 51                             | 67                             | 0                              | 0                              | 35                             | 29                             | 12                             | 9                              | 7                              | 2                              | 0                              | 0                              |

Напомена: Године 1857, 1869, 1921. и 1931. подаци су садржани у селу Врана. Од 1880. до 1910. исказивано као део насеља. Од 2001. без становника.